# I'm Comin' Home
"I'm Comin' Home" er en komposition fra 1960 af Charlie Rich. Sangen blev indspillet af Carl Mann og udgivet på hans LP Like Mann fra Sun Records i 1960, men uden større succes og med kun beskedent salg.

## Elvis Presleys version
Elvis Presley indspillede sin version af "I'm Comin' Home" den 12. marts 1961 hos RCA i deres Studio B i Nashville. Sangen blev udsendt på LP'en Something for Everybody, der kom på gaden i juni samme år og strøg ind på 1. pladsen på LP-hitlisten i USA. Elvis' udgave var et brag af en indspilning. Ikke mindst det iørefaldende klaverakkompagnement af Floyd Cramer var værd at bemærke, men også guitarspillet var i top.
Foruden Floyd Cramer medvirkede bl.a. Scotty Moore på guitar, D.J. Fontana på trommer og Homer "Boots" Randolph på saxofon, foruden korsang fra The Jordanaires.

## Sangen i dansk udgave
På albummet Kandis 1 fra 1990 med den danske gruppe Kandis findes sangen i en dansk version, "Jeg ta'r det første tog", med dansk tekst af Keld Heick.

## Links
- Sangteksten Arkiveret 11. oktober 2007 hos  Wayback Machine